# Richard Hamilton (basketballer)

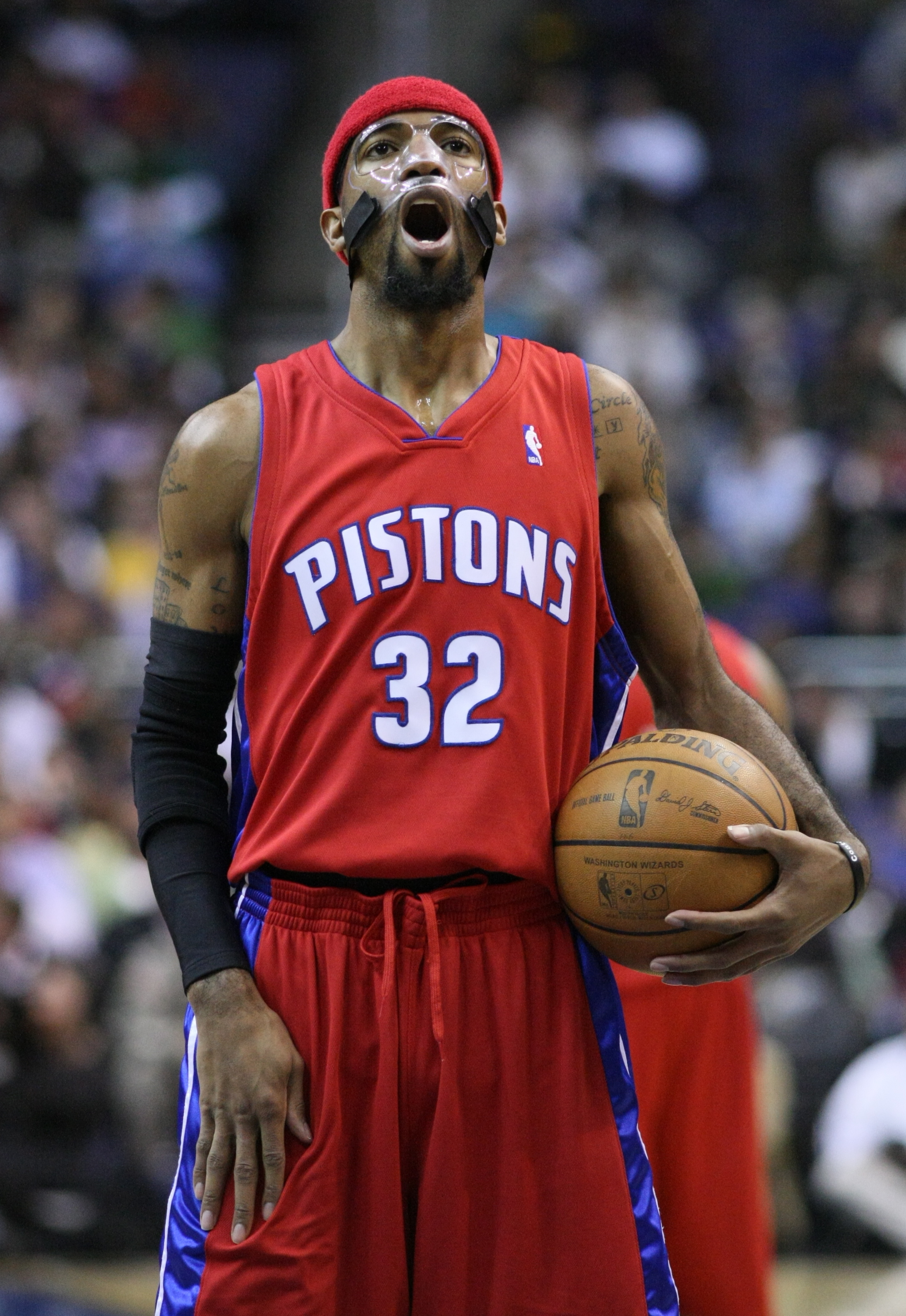
Richard Hamilton (maart 2007) actief voor de Detroit Pistons

Richard (Rip) Hamilton (Coatesville (Pennsylvania), 14 februari 1978) is een voormalig Amerikaans basketballer die met de Detroit Pistons het NBA kampioenschap won in het seizoen 2003-04. Hij werd in 1999 geselecteerd door de Washington Wizards en ging in 2002 voor de Detroit Pistons spelen. In 2011 speelde hij twee seizoenen voor de Chicago Bulls, waar hij zijn professionele carrière beëindigde.